# Roger Collins
Roger Collins (ur. 1949) – brytyjski historyk, mediewista. 

## Życiorys
Absolwent historii na Uniwersytecie w Oxfordzie. Kształcił się pod kierunkiem  Petera Browna. Był wykładowcą historii starożytnej i średniowiecznej na uniwersytetach w Liverpoolu i Bristolu. Od 1994 związany jest z Uniwersytetem w Edynburgu.  

## Wybrane publikacje
- Early Medieval Spain: Unity in Diversity, 400-1000 (London: Macmillans, 1983, 2nd ed. 1995)
- The Basques (Oxford: Blackwell, 1986, 2nd ed. 1990)
- The Arab Conquest of Spain, 710-797 (Oxford: Blackwell, 1989, 2nd ed. 1994)
- Early Medieval Europe, 300-1000 (London: Macmillans, 1991, 2nd ed. 1999, 3rd ed. 2010)
- Law, Culture and Regionalism in Early Medieval Spain (Aldershot: Variorum, 1992)
- (with Judith McClure) Bede's Ecclesiastical History: Introduction and notes, together with translations of Bede's Letter to Egbert and his Greater Chronicle (Oxford: Oxford University Press World's Classics, 1994, 2nd ed. 1996)
- Fredegar (Aldershot: Variorum, 1996)
- Oxford Archaeological Guide to Spain (Oxford: Oxford University Press, 1998)
- Charlemagne (London: Macmillans, 1998)
- Visigothic Spain, 409-711 (Oxford: Blackwell, 2004)
- (edited with Patrick Wormald and Donald Bullough) Ideal and Reality in Frankish and Anglo-Saxon Society: Studies presented to Professor J.M. Wallace-Hadrill (Oxford: Blackwell, 1983)
- (edited with Peter Goldman) Charlemagne's Heir: New Approaches to the Reign of Louis the Pious (Oxford: Oxford University Press, 1990)
- (edited with Anthony Goodman) Medieval Spain: Culture, Conflict and Coexistence (Basingstoke and New York: Palgrave-Macmillan, 2002)
- Keepers of the Keys of Heaven: A History of the Papacy (New York: Basic Books 2009)

## Publikacje w języku polskim
- Europa wczesnośredniowieczna 300-1000, przeł. Tadeusz Szafrański, Warszawa: Państwowy Instytut Wydawniczy 1996.
- Hiszpania w czasach Wizygotów 409-711, tł. Jacek Lang, Warszawa: Wydawnictwo Naukowe PWN 2007.